# 近松秋江
近松 秋江（ちかまつ しゅうこう、1876年〈明治9年〉5月4日 - 1944年〈昭和19年〉4月23日）は、日本の小説家、評論家。岡山県生まれ。本名は徳田丑太郎。17歳のとき、浩司と改名。
露骨な愛欲生活の描写によって、代表的な私小説作家の一人とされる。

## 経歴
1876年（明治9年）、岡山県和気郡藤野村田ヶ原（現和気町藤野）に農家の四男として生まれる。少年時代は『雪中梅』（末広鉄腸）や『経国美談』（矢野龍渓）などの政治小説を好んだ。家は代々農業を営んでおり、1892年（明治25年）、岡山県尋常中学校（後の岡山一中、現在の岡山県立岡山朝日高等学校）に入学するが翌年退学。1894年、父に書置一通を残し上京。東京市立商業学校を受験し合格するも虚弱により入学拒否される。慶應義塾に入るも父の急逝により2ヶ月で退学し、帰郷、一年余り家業に就く。その間、村井弦斎・尾崎紅葉・泉鏡花等の軟文学に親しんだ。
1896年（明治29年）、小説家を志し、9月再度上京し、国民英学会で英語を、漢学私塾二松學舍（現二松學舍大学）にて漢学を学んだ。1898年、東京専門学校（後の早稲田大学）文学部史学科に入学。卒業後、坪内逍遥の紹介で、博文館に入社するも5ヶ月で退社。その後、東京専門学校出版部に入る。1904年、中央公論の記者となるが、ここも7ヶ月で退社している。
文壇デビューは、在学中の1901年（明治34年）、読売新聞紙上の文学合評「月曜文学」第一回、「鏡花の註文帳を評す」である。最初の小説は『食後』（1907年）。
作家としての地位を確立したのは、『別れたる妻に送る手紙』（1910年）や『黒髪』を代表とする、いわゆる情痴文学である。大正4,5年ころ、筆名を徳田秋江から近松秋江へ改める。1916年（大正5年）、赤木桁平から「遊蕩文学」の作家の一人として攻撃された。赤木は秋江の作品を「低俗たる乞食文学」と評した。
晩年は両目とも失明した。1944年4月23日、老衰と栄養失調のため東京都杉並区の自宅で死去。戒名は策雅秋江居士。
筆名の近松秋江は、近松門左衛門を慕うことから近松、また秋の絵を好むことから秋江としたといわれる。また、はじめは徳田秋江を使用していたが、徳田秋声と紛らわしいため改名した。
東京専門学校時代に出会った正宗白鳥との交友は有名である。

## 家族
- 父・徳田啓太（-1894） ‐岡山県藤野村の農家。 酒造「滝の舎」も営み、米穀取引所を友人と共同出資で開設するなど村の顔役。秋江19歳の時に死去。[7]
- 母・奈世  ‐ 母についての作品は「生家の老母へ」（1912年）がある。[7]
- 姉・九重 [7]
- 長兄・元作 ‐ 家業を継ぎ、秋江を金銭的に援助。元作については「伊年の屏風」(1911年)がある。[7]
- 次兄・国治（-1896） ‐ 秋江21歳の時に肺炎で死去。[7]
- 三兄・利久治（-1907） ‐ 他家の養子となり、米国シアトルにて客死。三兄については「骨肉」（1911年）「兄弟」（1912年）がある。[7]
- 妻・大貫ます ‐ 1907年に結婚し、神楽坂赤城元町に小間物店「藤の屋」を開業。下宿人の学生と懇ろとなり家出、秋江の出世作『別れたる妻に送る手紙』のモデル。[7]
- 妻・猪瀬いち子（1889-） ‐ 1922年に結婚。指圧師。[8][9]

## 作品リスト

### 主な小説
- 「別れた妻」連作　[10]
『雪の日』（1910年）
『別れたる妻に送る手紙』（1910年）
『執着』（1913年）
『疑惑』（1913年）
『愛着の名残り』（1915年）
『うつり香』（1915年）

- 「黒髪」三部作　[11]
『黒髪』（1922年）
『狂乱』（1922年）
『霜凍る宵』（1922年）

### 翻訳など
- 『シルレル物語』 （徳田秋江、冨山房、通俗世界文学） 1903.12
- 『生ひ立ちの記 青年編』（トルストイ、徳田秋江(浩司)訳、東京国民書院） 1912.3
- 『近松名作選 近松門左衛門』（編、新潮社） 1917
- 『カチユウシヤ』（トルストイ、改造社、世界大衆文学全集16） 1929

## 著書
- 『文壇無駄話』（徳田秋江(浩司)、光華書房） 1910.4
- 『葛城太夫』（新潮社、情話新集） 1916
- 『蘭灯情話』（蜻蛉館書店） 1916
- 『青葉若葉』（新潮社） 1917
- 『未練』（春陽堂） 1917
- 『秘密』（天佑社） 1919
- 『京美やげ』（日本評論社出版部） 1920.9
- 『煙霞』（春陽堂、自然と人生叢書） 1921
- 『秋江随筆』（金星堂） 1923
- 『都会と田園』（人文社、自然を対象として） 1923
- 『二人の独り者』（改造社） 1923
- 『黒髪』（新潮社） 1924
- 『返らぬ春』（聚英閣） 1924.4
- 『恋から愛へ』（春陽堂） 1925
- 『水野越前守』（早稲田大学出版部） 1931
- 『近松秋江傑作選集』全3巻 （中央公論社） 1939
- 『旅こそよけれ』（冨山房、冨山房百科文庫） 1939
- 『浮生』（河出書房） 1940
- 『三国干渉』（桜井書店） 1941
- 『農村行』（報国社） 1942
- 『舞鶴心中』（利根屋書店） 1948
- 『黒髪 他二篇』（岩波書店、岩波文庫） 1952
復刊 1994
- 『別れた妻に送る手紙 他二篇』（岩波書店、岩波文庫） 1953
復刊 1993
- 『近松秋江』（集英社、日本文学全集14） 1980
- 『黒髪』（福武書店、文芸選書） 1983
- 『近松秋江全集』全13巻・別巻1（八木書店） 1992 - 1994
オンデマンド版 2014
- 『黒髪・別れたる妻に送る手紙・疑惑』（講談社、講談社文芸文庫） 1997

### 評伝
- 『近松秋江』（小久保伍、審美社） 1985
- 『近松秋江と「昭和」』（沢豊彦、冬至書房） 2015
- 『近松秋江伝 情痴と報国の人』（小谷野敦、中央公論新社） 2018